# مایکل هاوسمن
مایکل هاوسمن (انگلیسی: Michael Haussman؛ زادهٔ ۱ ژانویهٔ ۱۹۶۴) کارگردان تلویزیونی، تهیه‌کننده تلویزیونی، کارگردان و نقاش اهل آمریکا است.